# Maroga melanostigma
Maroga melanostigma (tên tiếng Anh: Fruit Tree Borer) là một loài bướm đêm thuộc họ Oecophoridae. Nó là loài bản địa của Úc.
Sải cánh dài khoảng 40 mm. Con lớn có cánh trước màu trắng sa tanh với đốm đen gần giữa cánh. Cánh sau màu xám. Thân màu đen với dải màu vàng.

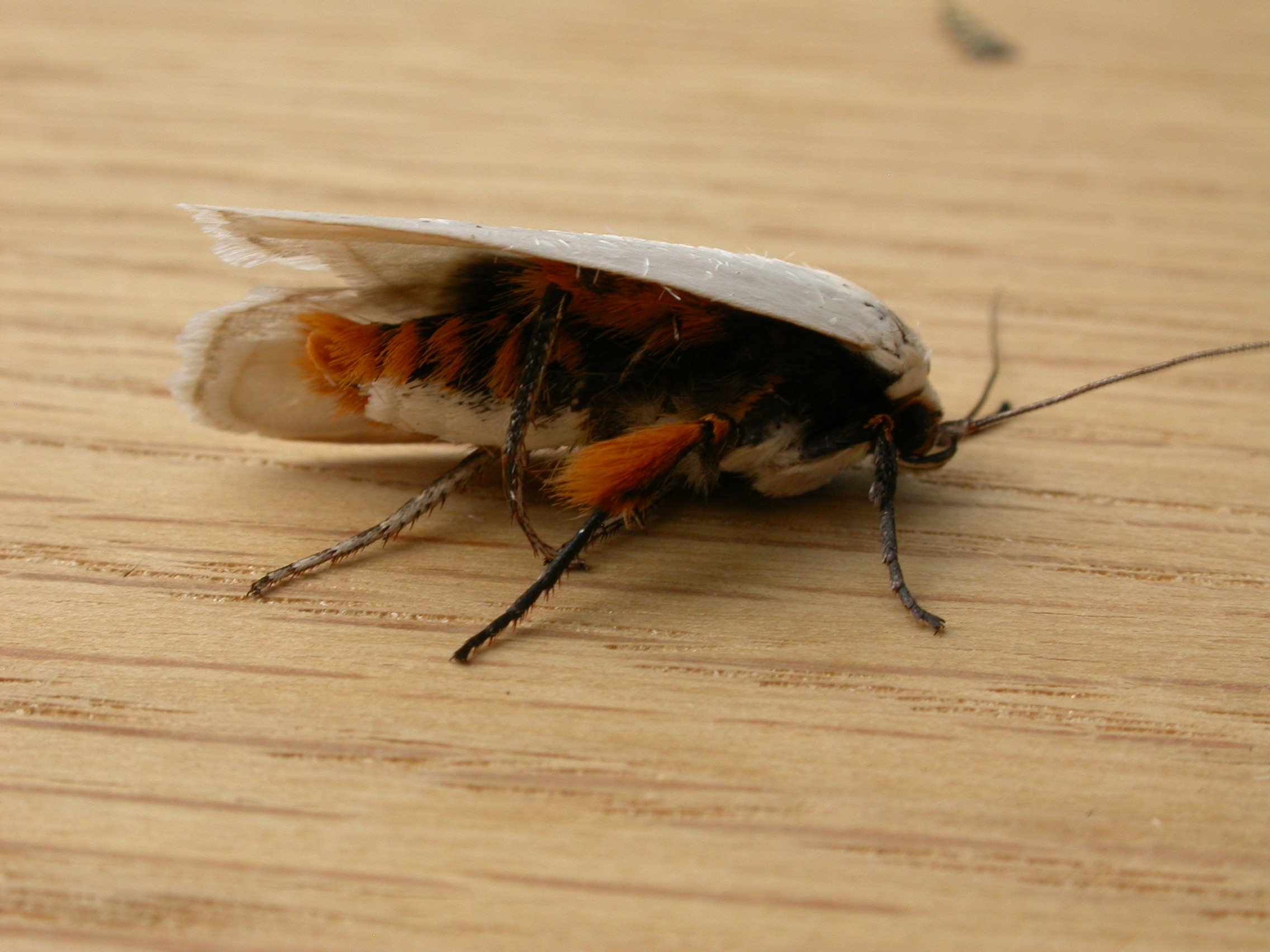
con bướm chết nằm nghiêng

Ấu trùng ăn nhiều loại cây, gồm có loài Acacia, đặc biệt là Acacia mearnsii. Loài này được xem là loài gây hại cho Ulmus × hollandica 'Wredei', Platanus orientalis, các loài phong khác nhau và các loài Rosaceae như Malus pumila, Prunus armeniaca, Prunus avium, Prunus persica và Rubus idaeus. Các loài cây mà loài này ăn gồm Cassia, Wisteria sinensis, Carya illinoensis, Ficus carica, Citrus, Lantana camara và Vitis vinifera.